# Юрьев, Василий Николаевич
Василий Николаевич Юрьев (5 февраля 1917 года, с. Семиостровье, Архангельский уезд, Архангельская губ., Российская империя — 25 февраля 1975 года, ст. Лопарская, Кольский район, Мурманская область, СССР) — советский оленевод, бригадир оленеводческой бригады Мурманской оленеводческой опытной станции, Герой Социалистического Труда. Саам.

## Биография
Родился 5 февраля 1917 года в селе Семиостровье, в саамской семье оленеводов. Закончил два класса начальной школы. В 15 лет начал работать, сначала помогал отцу пасти оленей, затем, через два года, его назначили заместителем бригадира. С 1938 года — бригадир оленеводческой бригады в Мурманской области.
В время Великой Отечественной войны был призван в ряды РККА в 1942 году. В качестве бойца-оленевода транспортного батальона 14-й армии участвовал в боевых действиях под Кандалакшей. Во время боев у города Медвежьегорск получил тяжелое ранение. После нескольких месяцев в госпитале был комиссован из армии. Вернулся в село Краснощелье, откуда призывался на фронт. С февраля 1945 года продолжил работать оленеводом в тундре.
В 1956 году переехал в поселок Лопарская для работы на Мурманской опытной оленеводческой станции и занялся выпасом оленей по научной программе на полуострове Рыбачий. Возглавляемая им бригада одной из первых внедрила процесс минеральной подкормки оленей и освоила метод изгородного выпаса оленей. Благодаря еще ряду нововведений, таких как использование на маршрутах выпаса навесов и изгородей, переносных тканевых коралей-загонов, бригаде Юрьева удалось существенно повысить эффективность производства.
8 апреля 1971 года Указом Президиума Верховного Совета СССР за выдающиеся успехи, достигнутые в развитии сельскохозяйственного производства и выполнении пятилетнего плана продажи государству продуктов земледелия и животноводства, Василию Юрьеву было присвоено звание Героя Социалистического Труда с вручением ордена Ленина и золотой медали «Серп и Молот».
Умер после тяжелой операции 25 февраля 1975 года. Похоронен на кладбище ст. Лопарская.

## Личная жизнь
Был женат на Валентине Каневой. Вместе они воспитали шестерых детей: двух сыновей и четырех дочерей.

## Награды
- Орден Ленина — (1971 год)
- Орден «Знак Почета» (1965 год)
- Медаль «За отвагу»
- Медаль «За оборону Советского Заполярья» (1944 год)[2][3]

## Память
Именем Василия Юрьева в селе Ловозеро названа улица, на одном из домой которой в 2017 году была установлена мемориальная доска в его честь.